# Нійбі
Ні́йбі (ест. Niibi küla) — село в Естонії, у волості Ляене-Ніґула повіту Ляенемаа.

## Населення
Чисельність населення на 31 грудня 2011 року становила 6 осіб.

## Географія
Територією села тече річка Салайиґі (Salajõgi).

## Історія
Під час адміністративної реформи 1977 року поселення Нійбі (Niibi asundus) було ліквідовано, а його територія відійшла до села Інґкюла. З 1 січня 2002 року село Нійбі  відновлено як окремий населений пункт. До 27 жовтня 2013 року село входило до складу волості Ору.